# Бенфіка (Макуті)
Спорт Макуті і Бенфіка або просто Бенфіка (Макуті) (порт. Sport Macúti e Benfica) — професіональний мозамбіцький футбольний клуб з міста Бейра.

## Історія клубу
Клуб було засновано в 1900 році. У 2008 році клуб вилетів з Мосамболи після того як за підсумками сезону набрав лише 10 очок в 26 матчах (2 перемоги, 4 нічиї, 20 поразок). Наступного сезону клуб вилетів з першого дивізіону чемпіонату в другий.Зараз команда виступає у Мосамболі.

## Клубні кольори
Традиційними кольорами клубу є білий та червоний.